# Felipe Pérez Roque
Felipe Ramón Pérez Roque (La Habana; 28 de marzo de 1965) es un ingeniero electrónico y político cubano. Fue Ministro de Relaciones Exteriores (en América Latina este cargo suele recibir la denominación de "canciller") de la República de Cuba desde 1999 hasta 2009. 

## Biografía

### Ascenso
Pérez Roque estudió ingeniería electrónica y lideró en su juventud organizaciones estudiantiles, que le sirvieron para llegar a ser el asistente personal de Fidel Castro durante la década anterior a su nombramiento como ministro. Fue también miembro del Comité Central del Partido Comunista de Cuba.

### Ministro de Relaciones Exteriores
El papel de Pérez Roque como Ministro de Relaciones Exteriores se caracterizó por su enfrentamiento a la política exterior de los Estados Unidos; buscando una política exterior estadounidense más abierta con la isla. Llegó a describir la situación de Cuba como de un "país bajo sitio" a causa del bloqueo estadounidense, a la vez que se mostraba como un político abierto a negociar en materia económica.
Pérez Roque realizó varios discursos en las reuniones anuales de la Asamblea general de Naciones Unidas, criticando el papel de los EE. UU. y solicitando que retirasen a sus tropas de Irak. También solicitó que el Consejo de Seguridad incluyera miembros del Tercer Mundo, que todas las naciones cooperasen en la lucha contra el terrorismo, así como que los países desarrollados asumieran la responsabilidad de llegar a un desarme general y completo que incluyera las armas nucleares. Pérez Roque también fue responsable de profundizar en las relaciones comerciales entre Cuba, la República Popular China y Venezuela.

### Destitución
El 2 de marzo de 2009 fue destituido por el presidente cubano Raúl Castro junto con el vicepresidente Carlos Lage y otra decena de dirigentes del gobierno cubano. Pérez Roque fue reemplazado en sus funciones por Bruno Rodríguez Parrilla, hasta entonces viceministro primero de exteriores. En un primer momento, se explicó el cambio en el contexto de una remodelación del gabinete anunciada por Raúl Castro, aunque posteriormente se conoció que Pérez Roque había sido vigilado por los servicios secretos por su posible relación con un agente del Centro Nacional de Inteligencia español.
Hasta su nombramiento no sólo fue el miembro más joven del gabinete cubano, sino que también fue el único en ese momento que naciera después de la Revolución Cubana de 1959. Algunos analistas vieron en él la posibilidad de continuidad del actual gobierno. Al parecer, su fidelidad al ideario fidelista no presentaba fisuras. Sin embargo, tras la destitución, un artículo de Fidel Castro en el oficial órgano Granma decía aludiendo a Pérez Roque y Lage: 

Jamás subestimé la inteligencia humana, ni la vanidad de los hombres. [...] No se ha cometido injusticia alguna con determinados cuadros.  Ninguno de los dos mencionados por los cables como más afectados pronunció una palabra para expresar inconformidad alguna. No era en absoluto ausencia de valor personal. La razón era otra. La miel del poder por el cual no conocieron sacrificio alguno, despertó en ellos ambiciones que los condujeron a un papel indigno. El enemigo externo se llenó de ilusiones con ellos.

### Vida personal
Pérez Roque se casó con Tania Crombet, hija del dirigente Jaime Crombet, quien fue vicepresidente de la Asamblea Nacional del Poder Popular hasta 2013, y tiene dos hijos.
Posteriormente a su retiro de la política, Pérez Roque trabajó de ingeniero en una empresa pública de construcción.
| Predecesor: Roberto Robaina González | Ministro de Relaciones Exteriores de Cuba 28 de mayo de 1999 - 2 de marzo de 2009 | Sucesor: Bruno Rodríguez Parrilla |